# Solea humilis
Solea humilis es una especie de pez de la familia Soleidae en el orden de los Pleuronectiformes.

## Distribución geográfica
Se encuentran desde las  costas de Madrás (India) hasta las de Filipinas,  China y Indonesia.